# 前田悟
前田 悟（まえだ さとる、1977年8月9日 - ）は、日本の元男子バレーボール選手。

## 来歴
兵庫県尼崎市出身。尼崎市立大島小学校5年次からバレーボールを始める。尼崎市立大庄北中学校卒業後、履正社高等学校へ入学する。1996年、近畿大学へ進学。1998年3年次には全日本男子学生選抜に選ばれている。
2000年、NTT西日本レグルスに入団。2001年には全日本に選出され東アジア競技大会大阪大会に出場し優勝する。
2002年、レグルスが休部したことに伴い、日本たばこ産業（JT）へ入社、JTサンダーズに入部した。レギュラーセッターとして活躍、2004年および2005年には全日本メンバーに選手登録され、2004年ワールドリーグに出場している。2007年天皇杯制覇に貢献した。2008年、臺光章の後をうけ、チームキャプテンを務めた。
2009年5月、シーズン終了後、ゴードン・メイフォースの若返り方針に伴い引退した。その後はJTでの社業に専念している。
2015年秋に元全日本女子バレーボール選手の宝来麻紀子と結婚。

## 所属チーム
- 尼崎市立大島小学校
- 尼崎市立大庄北中学校
- 履正社高等学校
- 近畿大学
- NTT西日本レグルス（2000-2002年）
- JTサンダーズ（2002-2009年）